# 大田原温泉
大田原温泉（おおたわらおんせん）は、栃木県大田原市（旧国下野国）にある温泉。ここでは大田原市街地周辺にある温泉を総称して大田原温泉と称する。

## 大田原温泉
扇状地那須野が原の水無し川蛇尾川を挟んで大田原城跡がある。地下1050mより湧出。
- 泉質

天然ラドンを含んだアルカリ性ナトリウム塩化物泉
- 効能

神経痛、リウマチ、運動機能障害、慢性皮膚炎など
- 泉温

51.7℃
- 湯量

240リットル／分

## 那須野ヶ原温泉
- 泉質

弱アルカリ単純泉 （アルカリ性低波長性高温泉）
- 効能

美肌、腰痛、肩こりに効果的
- 泉温

51.3℃
- 湯量

280リットル／分

## パインズ温泉ホテル大田原
- 泉質

ナトリウム　塩化物・炭酸水素塩温泉PH8.71
- 効能

神経痛、筋肉痛、関節痛、五十肩、運動麻痺、冷え性、疲労回復など
- 泉温

38.4℃
- 性状

ほぼ無色、やや混濁、無臭、微酸味

## ベルビュー温泉
- 泉質

食塩高温泉 （弱アルカリ食塩高張泉）PH8.0
- 効能

神経痛、筋肉痛、関節痛など
- 泉温

57.0℃　　　　　　　

## 温泉街
大田原温泉にはホテル龍城苑、及びその日帰り入浴施設太陽の湯がある。
那須野ヶ原温泉にはホテルアオキがある。
パインズ温泉には　ホテル温泉ホテル大田原があり、パインズスパ　スポーツクラブが併設されている。
ベルビュー温泉は将棋のタイトル戦が開かれる那須野ヶ原ベルビューホテルにある。

## 歴史
大田原温泉は1985年（昭和59年）開湯。

## アクセス
- JR東日本西那須野駅より市営バスで約15分